# Spartacus
Pour les articles homonymes, voir Spartacus (homonymie).
Spartacus, en grec ancien : Σπάρτακος (Spártakos), en latin : Spartacus, est un gladiateur d'origine thrace, qui, avec les esclaves gaulois Crixus, Gannicus, Castus et Œnomaüs, est à l'origine de la troisième guerre servile, le plus important soulèvement d'esclaves contre la République romaine, entre 73 et 71 av. J.-C.
Peu de choses sont connues au sujet de Spartacus au-delà des événements de la guerre, tandis que les récits historiques conservés sont parfois contradictoires et ne sont pas toujours fiables. Toutes les sources s'accordent néanmoins pour dire qu'il est un ancien gladiateur et un chef militaire accompli.
Cette rébellion est l'objet de débats historiques et politiques et d'une nouvelle popularité à partir de la fin du XVIIIe siècle. Interprétée par certains comme un exemple pour les peuples ou les classes opprimées qui luttent pour leur liberté contre une oligarchie esclavagiste, elle est une source d'inspiration pour certains penseurs politiques (communistes notamment). Elle connaît ensuite une grande postérité dans la littérature, la musique (Camille Saint-Saëns compose en 1863 une ouverture pour la tragédie d’Alphonse Pagès), à la télévision et au cinéma, dont l'adaptation cinématographique de Stanley Kubrick réalisée en 1960, qui l'a rendue célèbre pour le grand public.
Cette interprétation est néanmoins contredite par les historiens contemporains soulignant qu'aucun récit historique ne mentionne que l'objectif des rebelles est de mettre fin à l'esclavage dans la République romaine et qu'aucune des actions des chefs rebelles n'y semble spécifiquement destinée.

## Sources antiques
La vie de Spartacus et la guerre qu'il a menée sont connues grâce à plusieurs auteurs antiques. La source la plus proche des faits est Salluste : il est le seul qui aurait pu bénéficier du témoignage direct des acteurs des événements (sauf les esclaves, tous morts). De ses Histoires, qui relatent les événements allant de 78 à 67 av. J.-C., il reste des fragments. Les passages de l'Histoire de Rome de Tite-Live relatifs à la période sont perdus. Il n'en reste qu'un résumé.
Plus tardif, Florus (IIe siècle), s'inspirant de Salluste et Tite-Live, donne à son tour une version des événements dans son Abrégé d'histoire romaine, avec un point de vue très défavorable à Spartacus. Plutarque, principalement dans sa Vie de Crassus, est une autre source contemporaine de Florus. Puis Appien, avec un point de vue encore moins favorable que celui de Florus, donne une version des événements dans ses Guerres civiles.
Spartacus est aussi mentionné par Velleius Paterculus (Histoire romaine, II, 30) et Frontin au Ier siècle (Les Stratagèmes, I, 20-22 ; II, 34), Eutrope au IVe siècle et Orose au Ve siècle (Contre les païens, IV, 7, 12).

## Vie avant la révolte

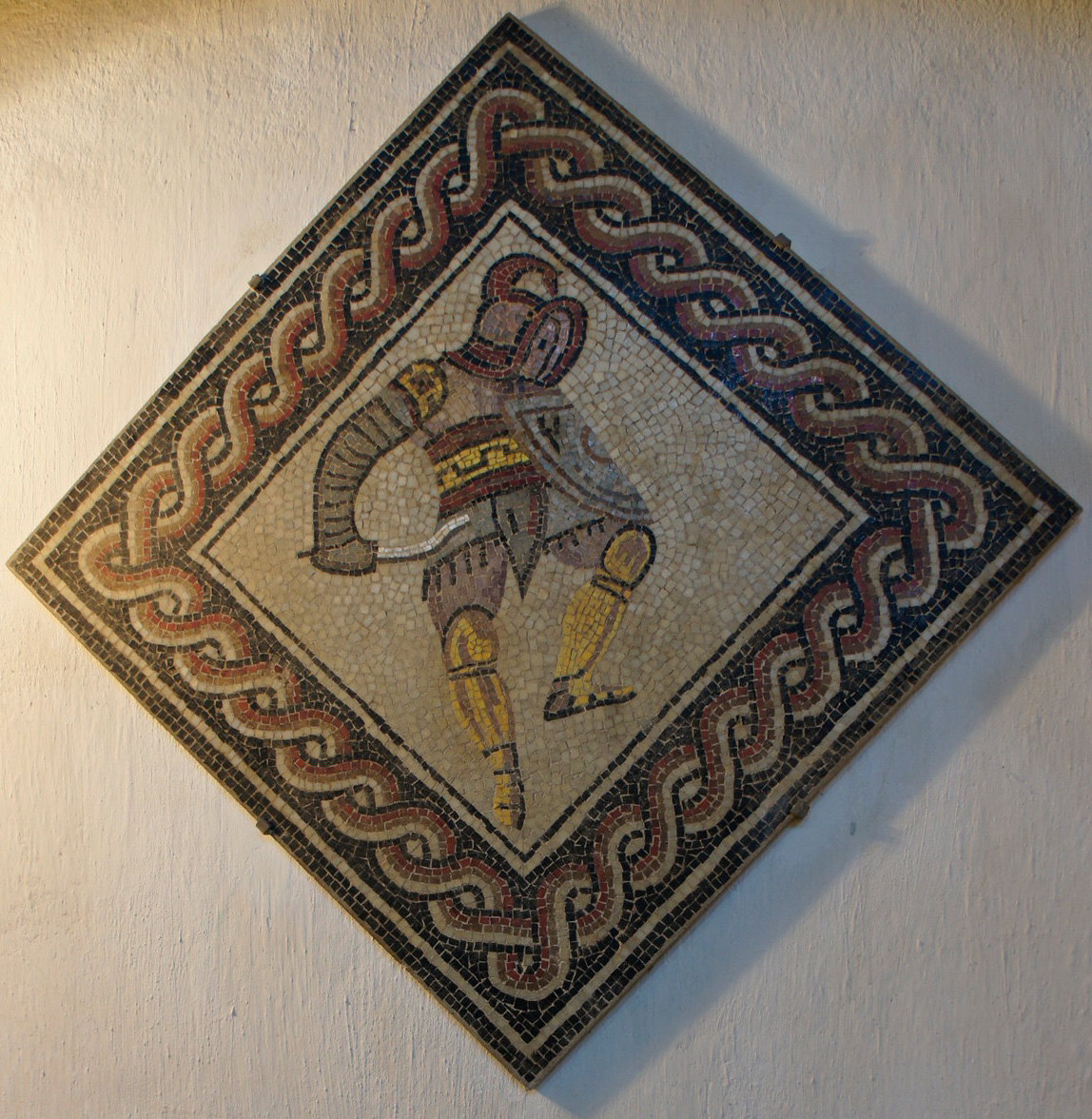
Mosaïque représentant un gladiateur thrace, reconnaissable à son sabre et à son bouclier.

Le nom d'origine de Spartacus est inconnu. Les gladiateurs peuvent en effet porter un « nom de scène », mais cet usage n'est attesté qu'à l'époque impériale. Ce nom est cependant bien d'origine thrace : des rois de Thrace s'appellent Spardocos (ou Spartokos). Il est en tout cas Thrace de naissance libre. Le passage de Plutarque (Vie de Crassus, 8) est ici peu sûr : le terme « Nomadikos » des manuscrits médiévaux a sans doute remplacé par erreur le terme « Maidikos » du texte antique. Il faut donc lire « Thrace de la nation des Maides (en) », qui du temps de Spartacus est une peuplade en train de passer sous l'autorité des Romains, mais la lecture « Thrace nomade » est aussi possible. Sa date de naissance, inconnue, se situe vraisemblablement vers 100 av. J.-C..
Son statut social initial est aussi inconnu : de simple berger à prince. Mais le fait qu'il combatte à cheval, ainsi que ses capacités de rassembleur et de stratège inclinent à pencher pour l'origine aristocratique et laissent penser qu'il a pu être éduqué dans l'élite d'un État structuré, tel le royaume des Odryses dont les Maides font partie avant de passer sous l'influence romaine,.
Plutarque ajoute qu'il est « un homme d’une grande force de corps et d’âme, d’une douceur et d’une intelligence supérieures à sa fortune, et plus dignes d’un Grec que d’un Barbare ». Ces quelques mots tracent un portrait élogieux de Spartacus. Ils suggèrent que Spartacus n'est pas seulement un barbare, mais que, en contact avec les Grecs, il aurait pu recevoir une éducation grecque.
Florus résume cette période de la vie de Spartacus en une phrase : « ancien Thrace tributaire devenu soldat, de soldat déserteur, ensuite brigand, puis, en considération de sa force, gladiateur ». Appartenant à une population tributaire de Rome, Spartacus sert dans l'armée romaine, dans les troupes auxiliaires. Les Thraces sont notamment réputés comme cavaliers. Cela se passe sans doute entre 87 et 83 av. J.-C., époque où Sylla est présent en Grèce et en Macédoine lors de la guerre contre Mithridate. Soldat dans l'armée romaine, Spartacus a ainsi pu la connaître de l'intérieur, en assimiler l'organisation, se former à sa tactique et à sa stratégie. Ensuite il déserte et devient un brigand (latro). Toutefois, d'autres versions laissent penser qu'il aurait plutôt déserté pour se joindre aux rebelles se battant contre les troupes romaines. Il aurait ainsi, selon Appien, été fait « prisonnier de guerre ».
Il est peut-être capturé par des Romains au cours de la campagne de Caius Scribonius Curio en Dardanie en 75 av. J.-C., ou lors d'un raid contre son village par des pirates qui vendent leurs prises sur de grands marchés internationaux, comme celui du port franc de l'île de Délos. Il est conduit à Rome, sans doute en 74, et vendu comme esclave. À Rome, Spartacus est accompagné de son épouse, thrace elle aussi, « devineresse et sujette aux transports inspirés de Dionysos » selon Plutarque (Vie de Crassus, 8). Seul ce passage de Plutarque en fait mention. Le statut de prêtresse de cette épouse pourrait suggérer que Spartacus a bien des origines aristocratiques. Le sort habituel des prisonniers de guerre, qui n'ont en général pas d'utilité particulière dans un cadre domestique, est de travailler dans les mines et les carrières, dans des conditions effroyables. Quelques-uns toutefois sont destinés à la gladiature, ce qui est le cas de Spartacus.
Il est acheté par le laniste Lentulus Batiatus, qui possède une école de gladiateurs (un ludus) à Capoue. Spartacus, par son origine, est vraisemblablement destiné à exercer la spécialité de thrace, bien que Florus en fasse un mirmillon. On ignore si Spartacus a combattu dans l'arène avant de se révolter.

## Spartacus et la rébellion des esclaves

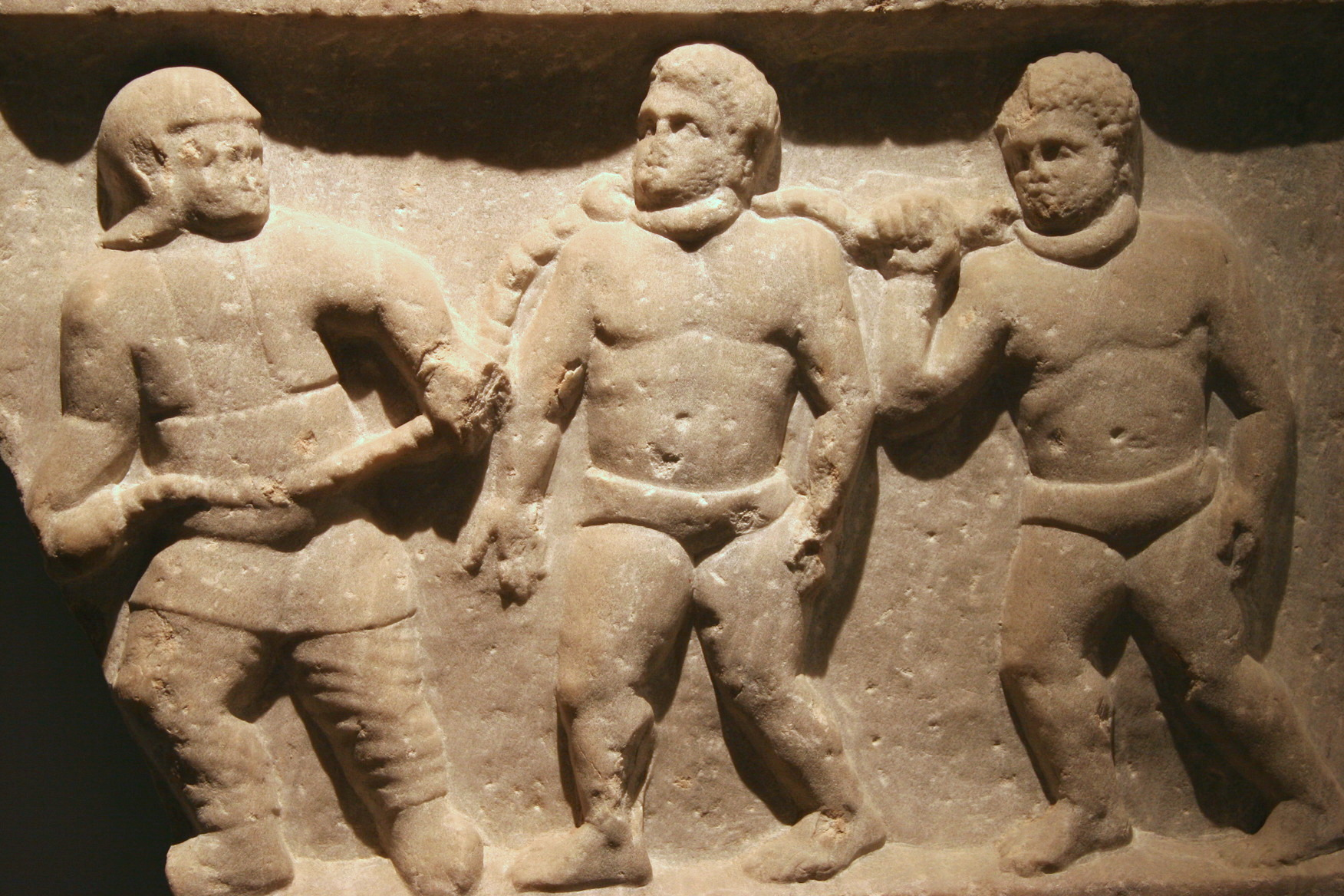
Esclaves, marbre de Smyrne.

### Début de la troisième guerre servile
À l'été 73 av. J.-C., 300 esclaves gladiateurs (le sort de ces « esclaves combattants » étant souvent moins enviable que celui de la domesticité, mais plus que celui de finir dans une mine de sel ou une carrière de pierre, puisqu'ils peuvent être affranchis) de l'école de Lentulus Batiatus complotent pour retrouver leur liberté, mais sont dénoncés. Prenant les devants, entre 70 et 78 gladiateurs, réussissent à s'évader sans armes ni vivres. Après s'être emparés de chariots transportant un stock d'armes destinées à une autre école de Capoue et avoir défait la milice de Capoue, ils ne se dispersent pas, mais traversent la Campanie en direction de la baie de Naples, où ils sont rejoints par de nombreux travailleurs agricoles — esclaves fugitifs et hommes libres — des latifundia et se réfugient sur les pentes du Vésuve. Trois hommes sont élus chefs, Spartacus, Crixus et Œnomaüs. Spartacus, parmatus de l’armatura thrace — ou mirmillon selon Florus, ce qui est peu vraisemblable, — et ses compagnons parviennent à vaincre les quelques gardes régionaux envoyés par la ville de Capoue et complètent ainsi leur armement. Pour subvenir à ses besoins, la petite armée commence à organiser des razzias sur les exploitations agricoles de la Campanie. Spartacus ne cesse alors d'attirer non seulement des esclaves, mais aussi des petits paysans et des bergers, organisant ainsi une armée et révélant les faiblesses de Rome.
L'armée servile bat alors les cohortes de 3 000 auxiliaires romains commandés par le préteur Gaius Claudius Glaber, grâce à une ruse de Spartacus. En effet, selon Florus, ce dernier fuit le volcan où il est assiégé par un versant raide, et avec l'aide d'échelles faites avec des sarments de vignes, ses hommes surprennent les auxiliaires de Glaber par derrière. Spartacus rassemble de plus en plus de combattants, mais Rome ne le considère pas encore comme une menace sérieuse et le sous-estime largement. Les autorités romaines n'envoient d'abord que deux nouvelles légions, dirigées par deux autres préteurs pour stopper la rébellion. Les autres légions sont accaparées par la révolte de Sertorius, en Hispanie, et par le conflit avec Mithridate VI, en Orient. Les esclaves rebelles passent l’hiver de 73 av. J.-C. à armer, équiper et instruire leurs nouvelles recrues, et étendent leur territoire de pillages pour atteindre les villes de Nola, Nuceria, Thurii et Metapontum. Salluste mentionne que les esclaves « au mépris des ordres de leur chef, violèrent des femmes et des filles, puis d’autres […] ne songèrent qu'au meurtre et au pillage. » Spartacus est impuissant à empêcher ces excès, malgré ses insistances. Par la suite, il est conscient de la nécessité d'organiser une armée régulière disciplinée qui pourrait réussir à affronter les puissantes légions romaines.

### Défaite et mort de Spartacus

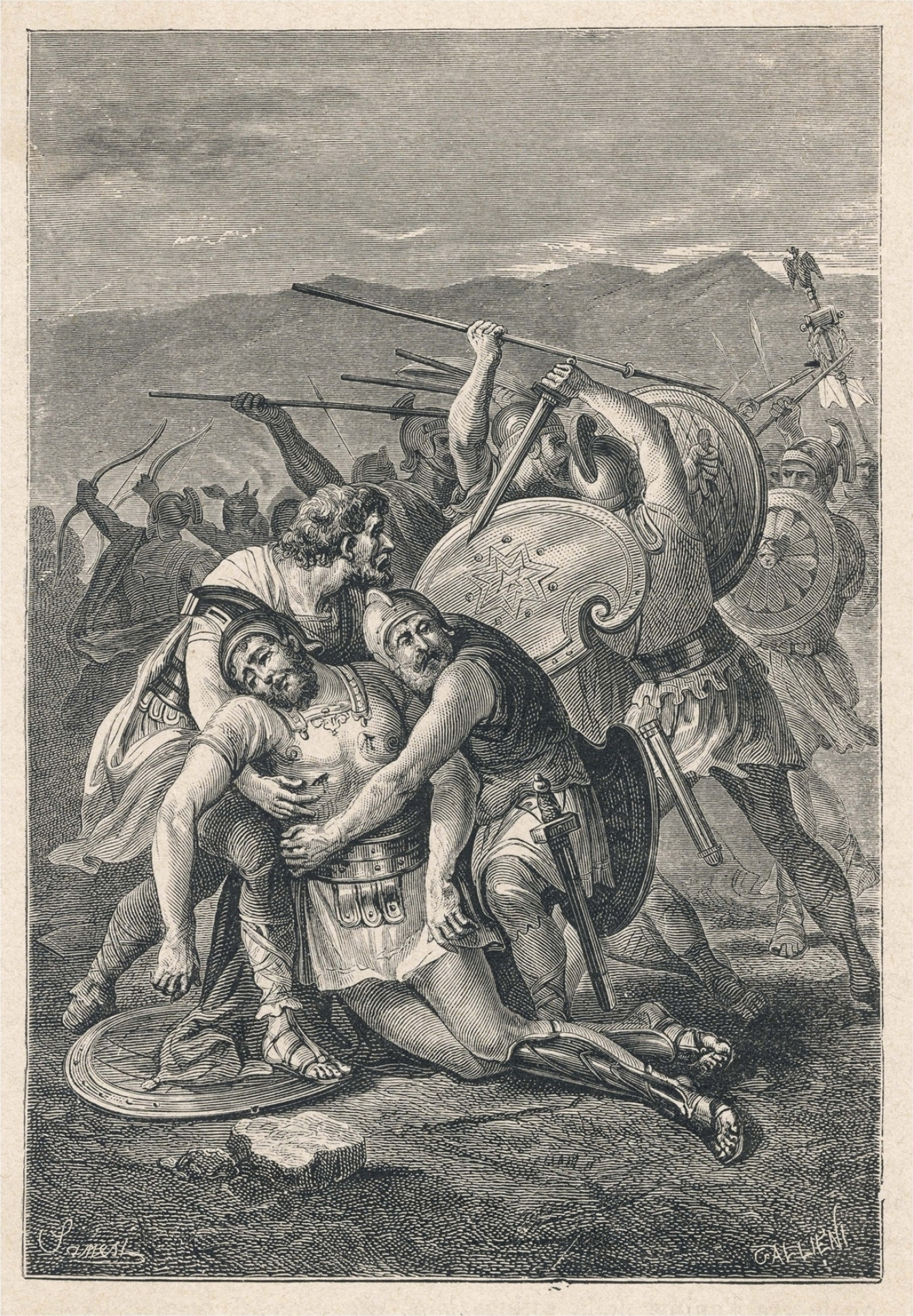
Gravure représentant la chute de Spartacus, par Nicola Sanesi (vue d'artiste).

À ce moment, l'armée des esclaves se divise, ce qui cause la perte de nombreux hommes. Environ 30 000 hommes (Gaulois et assimilés : Ibères, Celtibères) suivent le gladiateur Crixus en Apulie tandis que le gros des troupes (Thraces et assimilés : Grecs et orientaux) monte vers le nord par les Apennins. Crixus est tué et ses troupes massacrées lors d'un premier engagement près du mont Gargano. Spartacus, en revanche, vient à bout des légions que dirigent contre lui les consuls Cnaeus Cornelius Lentulus Clodianus et Lucius Gellius Publicola, mettant 16 000 Romains en déroute dans le Picenum. Pour venger la mort de Crixus, Spartacus organise des jeux funèbres dans la vallée des Abruzzes durant lesquels des Romains faits prisonniers sont contraints de s'entretuer dans un combat de gladiateurs dans un grand cirque de bois construit à cet effet.
Spartacus arrive ensuite dans la plaine du Pô, sans doute vers Modène, et bat les 10 000 hommes de l'armée de Cassius, proconsul de Gaule cisalpine. Spartacus tue même Longinus, selon Orose. Puis il fait demi-tour vers le sud de l'Italie. Il vainc à nouveau les armées consulaires et s'installe dans le petit port de Thurii où selon plusieurs mythes il aurait créé une république idéale. De là, il commerce avec les peuples de la mer Méditerranée, faisant des réserves d'armes, de bronze et de vivres. Il part ensuite pour le Rhegium.
Pendant ce temps, le Sénat romain confère à Crassus, riche et ambitieux, le commandement d'une armée de quatre légions. Crassus, réclamant et obtenant l’imperium, engage les opérations, et finance une armée supplémentaire composée de six nouvelles légions de vétérans sur ses deniers personnels. Il ne cherche pas à engager le combat avec l'armée de Spartacus, dont il se contente de contrecarrer les raids pour l'empêcher de se ravitailler. Mummius, un de ses légats, désobéissant à ses ordres, attaque une partie des troupes de Spartacus avec deux légions, et subit un désastre. Pour faire un exemple et impressionner les esprits, Crassus n'hésite pas à remettre en usage un châtiment qui n'était plus pratiqué : celui de la décimation. Un dixième des soldats du premier rang, principalement responsables de la déroute, sont ainsi fouettés puis mis à mort.
L'objectif de Spartacus est de passer en Sicile pour lui permettre, de là, de rentrer dans son pays d'origine. Il espère que les esclaves de cette île déjà ravagée par la deuxième guerre servile de 100 av. J.-C. lui fourniront un appui. Mais les pirates ciliciens, avec qui Spartacus a passé un accord, se laissent acheter par le propréteur de Sicile, Caius Licinus Verres. Trahi, Spartacus se trouve pris au piège à la pointe de l'Italie. Crassus entreprend de bloquer Spartacus dans le Rhegium par une ligne de retranchements de 55 km de long, composée d'un fossé de 4,5 m de large et de profondeur doublé d'un remblai palissadé, pour barrer l'isthme devant Spartacus. Celui-ci réussit à forcer le blocus par une nuit de neige en profitant du manque de visibilité. Mais il est poursuivi par l’armée de Crassus et subit quelques petites défaites. Installé dans le Bruttium, il vainc trois légions romaines. Contre son avis, ses hommes, échauffés par ces dernières victoires, veulent battre définitivement l'armée de Crassus. L'affrontement final a lieu sur le territoire actuel de Senerchia sur la rive droite du Sélé dans la haute vallée, dans la région à la limite des communes d'Oliveto Citra et de Calabritto, près du village de Quaglietta (it), territoire qui à l'époque fait partie de la Lucanie. À l'issue de cette bataille du Silarus, Crassus bat définitivement les révoltés, tuant 60 000 insurgés et ne perdant que 1 000 légionnaires. Avant la bataille, selon Plutarque, comme on lui amène son cheval, Spartacus égorge l'animal, disant : « Vainqueur, j'aurai beaucoup de beaux chevaux, ceux des ennemis ; vaincu, je n'en aurai pas besoin. » Puis il tente de se porter contre Crassus, mais ne peut l'atteindre et tue deux centurions qui l'attaquent. Tandis que ses compagnons prennent la fuite, Spartacus est encerclé par de nombreux adversaires et est diminué après avoir été atteint par une flèche à la cuisse. Il meurt les armes à la main en 71 av. J.-C. Son corps ne sera jamais formellement identifié.
La répression est sanglante : 6 000 esclaves sont crucifiés sur la Via Appia, entre Rome et Capoue. De plus, Pompée, entre-temps rappelé d'Espagne par le Sénat, massacre 5 000 esclaves en fuite dans le nord de l'Italie. Cette victoire vaut à Pompée des honneurs dont Crassus est privé. Néanmoins, l'année suivante, les deux hommes sont promus consuls, alors même qu'ils n'avaient pas formellement parcouru le cursus honorum.

### Conditions de la rébellion
Outre les qualités d'organisateur, de stratège et de meneur qu’Appien prête à Spartacus, plusieurs raisons matérielles peuvent expliquer le succès initial et la durée de la révolte :
- l'insuffisance des premières forces romaines engagées contre lui, qui ne tiennent pas le choc contre ses troupes : au plus fort de ses batailles, l'armée de Spartacus aurait compté près de 120 000 combattants ;
- la situation politique (Rome intervenant sur d'autres fronts) qui freine une mobilisation plus rapide des légions ;
- la situation sociale en Italie du Sud, où Rome est peu populaire : dans ces régions soumises depuis environ 230 ans se sont établis de grands latifundia (exploitations agricoles) très durs pour les masses d'esclaves et même pour les populations locales d'origines osque, samnite ou lucane qui n'ont pas oublié les combats de leurs ancêtres ; tous ces travailleurs agricoles pauvres peuvent se joindre à la révolte ;
- en revanche, Appien note l'isolement politique de Spartacus : aucune cité ne le soutient, par crainte que la rébellion ne s'étende à ses propres esclaves.

## Postérité
Ce n'est qu'à partir du XVIIIe siècle que Spartacus acquiert le statut de héros dans la littérature française. Bernard-Joseph Saurin est le premier en 1760 à donner une tragédie intitulée Spartacus. Le personnage de Spartacus y est un héros cornélien déchiré entre son rôle de libérateur et son amour pour la fille de Crassus. Si la pièce est appréciée du public, elle est en revanche vertement critiquée par Diderot pour ses invraisemblances et son manque de pathétique,.

### Spartacus, figure de l'anti-esclavagisme

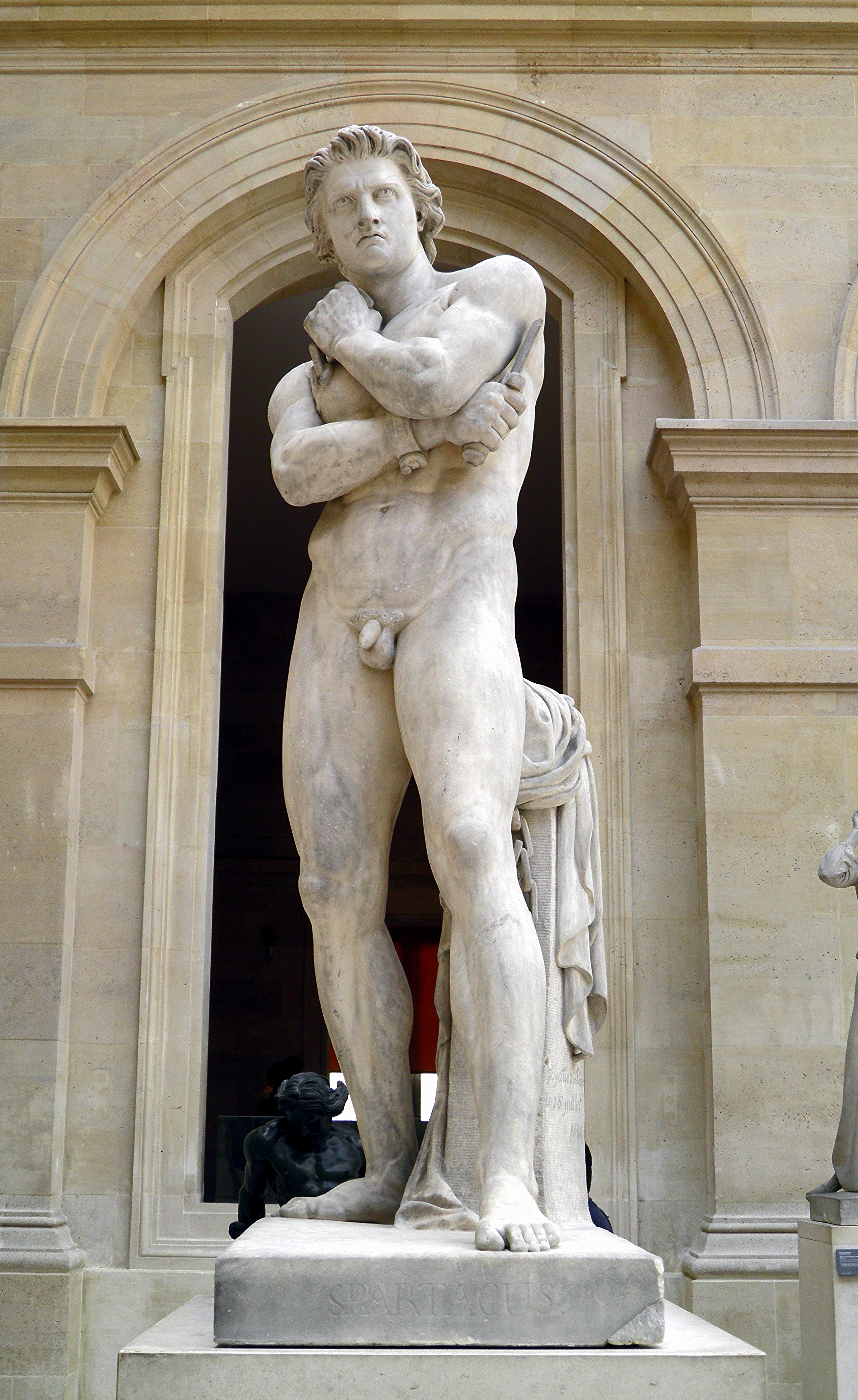
Spartacus, statue de Denis Foyatier, 1830.

Déjà avant la Révolution, les partisans de l'abolition de l'esclavage produisent des œuvres dans lesquelles est mise en scène la figure d'un chef capable de conduire les esclaves à la liberté. L'abbé Raynal, dans l’Histoire des deux Indes, est le premier à établir une comparaison explicite entre ce chef noir potentiel et le Spartacus de l'Antiquité.

« Il ne manque aux Nègres qu'un chef assez courageux pour les conduire à la vengeance et au carnage. Où est-il ce grand homme que la nature doit à ses enfants vexés, opprimés, tourmentés, où est-il ce Spartacus nouveau, qui ne trouvera point de Crassus ? N'en doutons pas, il se montrera, il lèvera l'étendard sacré de la liberté. »

— Abbé Raynal, Histoire des deux Indes.
Avec la Révolution française et la révolte des esclaves de Saint-Domingue en 1790-1791, menés par Toussaint Louverture, les anti-esclavagistes, dans la lignée de l'abbé de Raynal, donnent à Spartacus une nouvelle actualité. Mais son évocation se fait de manière ambiguë. Apparaissant comme un chef de bande chez Eschassériaux aîné par exemple, il peut apparaître à l'occasion comme la figure d'une menace potentielle pour la République. Ce sont toutefois les qualités de Spartacus qui sont mises en avant par Sonthonax lorsqu'il le compare en 1791, dans les Révolutions de Paris, à Vincent Ogé, mulâtre anti-esclavagiste, ou encore par William Wilberforce lorsqu'il oppose Toussaint Louverture au « général Buonaparté ». Si Spartacus sert de référence aux anti-esclavagistes en tant que chef des esclaves révoltés, en revanche il est quasi ignoré des révolutionnaires en tant que chef des opprimés, contrairement à d'autres personnages de l'Antiquité tels que Caton, Brutus ou Scævola. La libération par la violence qu'il symbolise en fait un personnage trop extrême à leurs yeux.
Après la Révolution française, la littérature anti-esclavagiste livre des œuvres dans lesquelles les chefs des esclaves noirs révoltés ont tous pour modèle implicite le héros de l'Antiquité. Cette mode pour les guerres d'esclaves est peut-être à l'origine de l'érection, sur la demande du roi Louis-Philippe, d'un Spartacus dans les jardins des Tuileries, statue due au sculpteur Denis Foyatier. Il faut toutefois attendre Lamartine et son Histoire des Girondins pour que Spartacus soit de nouveau explicitement évoqué dans la littérature : le député Ogé lui est là encore comparé. Lamartine évoque aussi Spartacus dans un discours du 25 mai 1836, et surtout dans sa pièce Toussaint-Louverture, dont la première a lieu au théâtre de la Porte Saint-Martin le 6 avril 1850. La pièce se déroule en 1802 et Spartacus y est le modèle qui pousse Toussaint Louverture à l'action.
L'argumentation selon laquelle les esclaves sont inéluctablement amenés à recourir à la lutte armée, sous la direction d'un « Spartacus » (et Victor Schœlcher lui-même y a recours), parcourt tous les textes anti-esclavagistes jusqu'à la révolution de 1848. Cette image d'un Spartacus effrayant va contribuer à l'abolition de l'esclavage lors de cette révolution.

### Spartacus prolétaire

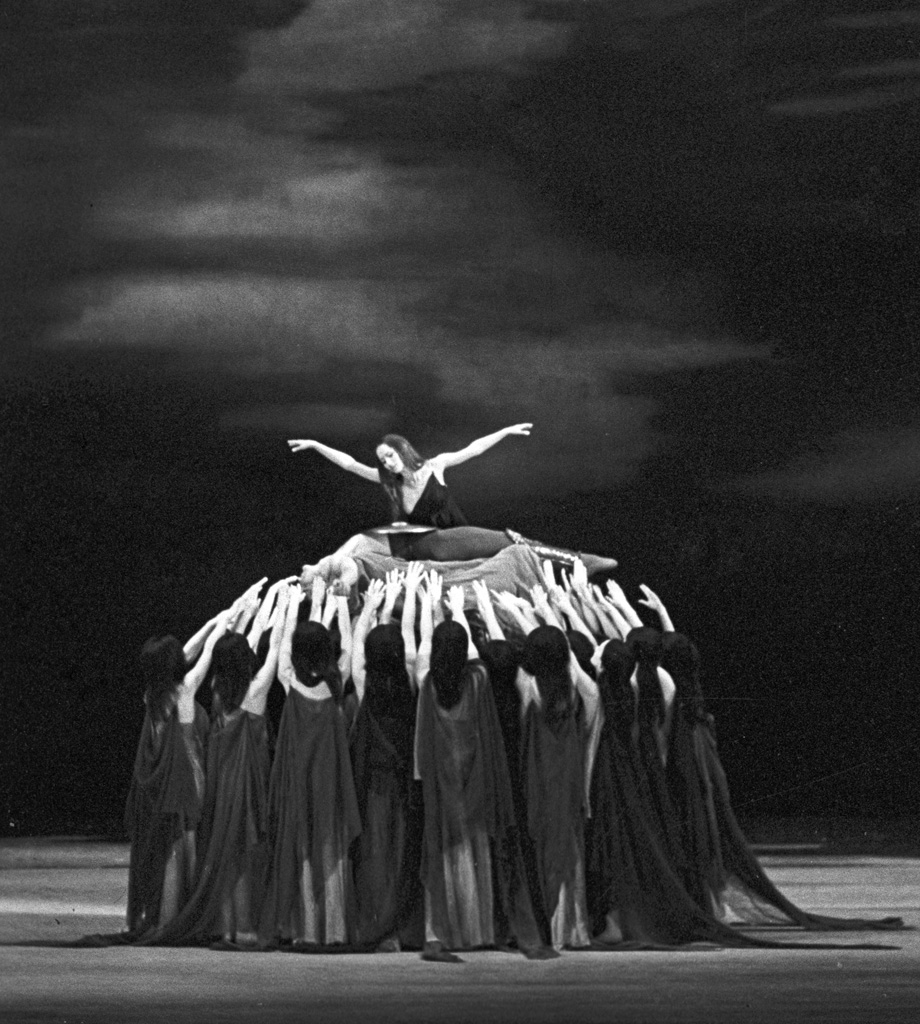
Scène finale du ballet Spartacus, lors d'une reprise au Bolchoï en 1968.

L'insistance sur la violence du personnage de Spartacus par les anti-esclavagistes dans leur combat pour l'abolition a sans doute conduit à sa récupération par la gauche révolutionnaire au cours de la seconde moitié du XIXe siècle. Les prolétaires modernes sont donc assimilés aux esclaves de l'Antiquité. Ainsi le nom de Spartacus est cité dans les congrès de l'Association internationale des travailleurs. Pour Karl Marx, à la lecture d'Appien, « Spartacus y apparaît comme le type le plus épatant de toute l’Antiquité ! Grand général (pas un Garibaldi), caractère noble, real representative du prolétariat antique. Pompée : vrai salopard ». Durant la Première Guerre mondiale, l'aile gauche du Parti social-démocrate d'Allemagne, menée par Karl Liebknecht et Rosa Luxemburg, fait paraître ses tracts clandestins, à partir de 1916 sous le nom de Spartakus, qui sert ensuite à désigner leur mouvement, la Ligue spartakiste. Rosa Luxemburg elle-même évoque un Spartacus mort sur la croix :

« Parce qu'il [Spartacus] est celui qui exhorte les révolutionnaires à agir, parce qu'il est la conscience sociale de la révolution, il est haï, calomnié, persécuté par tous les ennemis secrets et avérés de la révolution et du prolétariat. Clouez-le sur la croix, vous les capitalistes, les petits-bourgeois… »

— Rosa Luxemburg, Que veut la ligue spartakiste.
À la suite de Karl Liebknecht et Rosa Luxemburg, un culte est rendu à Spartacus dans tous les pays socialistes. Les recherches historiques sur l'esclavage y connaissent un fort développement, contribuant à faire de Spartacus un mythe fondateur. De nombreuses œuvres lui rendent hommage, en particulier le ballet Spartacus de Khatchaturian, créé au théâtre Kirov de Leningrad en 1956. En appelant « Spartakiades », à partir des années 1920, des manifestations sportives destinées à concurrencer les Jeux olympiques, ou Spartak une équipe de football de Moscou créée en 1926, ces mêmes pays leur donnent une dimension politique. De nombreux monuments, noms de rues ou de clubs sportifs lui sont consacrés.

### Une figure héroïque et christique
Les mouvements de gauche dans les pays de l'Ouest se sont aussi référés à Spartacus. Des revues ou des maisons d'édition ont porté son nom. Mais c'est surtout à la littérature et au cinéma que le gladiateur doit sa célébrité. Plusieurs ouvrages romancés lui ont été consacrés. La série, marquée par la politique, est inaugurée par Marcel Ollivier, qui publie en 1929 un Spartacus, ouvrage historique de bonne facture entremêlé de passages imaginés. Il est à la source du Spartacus d'Arthur Koestler, qui s'inspire en outre de son expérience dans les mouvements sioniste et communiste. Le Spartacus (1951) de Howard Fast, membre du Parti communiste américain, est quant à lui marqué par le bolchévisme et reçoit un prix Staline en 1953. Au cinéma, le péplum s'est emparé du personnage. Le Spartacus de Riccardo Freda, réalisateur de films à grand spectacle, dénonce le fascisme, représenté par l'armée romaine. Celui de Stanley Kubrick est une fresque hollywoodienne au message politique sur les méfaits de la dictature, inspiré du roman de Howard Fast. Un fils imaginaire permet à Sergio Corbucci de tourner en 1962 une suite, sous le titre Le Fils de Spartacus. La bande dessinée lui a aussi donné un fils, en 1975, avec un album de la série Alix.
Les adaptations cinématographiques ont particulièrement mis en avant les qualités physiques des gladiateurs, donnant ainsi occasion à de multiples scènes de combat et de courage. Spartacus y apparaît semblable à d'autres héros de cinéma, tels Héraclès, Samson, ou Maciste. Par ailleurs la plupart de ces œuvres, qu'elles soient littéraires ou artistiques, font mourir Spartacus sur la croix, contrairement à la vérité historique, exploitant ainsi une autre dimension du mythe, celle d'une figure christique ou biblique. Lewis Grassic Gibbon a été le premier à introduire cet aspect dans son roman de 1933, avec la présence d'un personnage esclave et juif que l'on trouve aussi dans le roman de Fast. En réalité, il est fort peu probable qu'il y ait eu des esclaves juifs à cette époque. L'image est reprise dans le personnage interprété par Kirk Douglas, Spartacus étant dans le film de Stanley Kubrick une sorte de nouveau Moïse conduisant son peuple vers la Terre promise.

## Personnage de Spartacus

### Cinéma
- 1909 : Spartacus, film italien d'Oreste Gherardini.
- 1913 : Spartacus, film italien de Giovanni Enrico Vidali[37].
- 1953 : Spartacus, film franco-italien de Riccardo Freda, avec Massimo Girotti dans le rôle de Spartacus.
- 1960 : Spartacus, film américain de Stanley Kubrick, avec Kirk Douglas dans le rôle de Spartacus.
- 1962 : Le Fils de Spartacus, film italien de Sergio Corbucci.
- 1965 : Hercule défie Spartacus, film italien de Domenico Paolella, avec Peter Lupus dans le rôle.

### Télévision

#### Séries et téléfilm
- 1985 : Les Mondes engloutis, série d'animation de Nina Wolmark inspirée du mythe de l'enfer grec. Jusque dans l'au-delà Spartacus continue à libérer les esclaves.
- 2004 : Spartacus, téléfilm américain de Robert Dornhelm avec Goran Višnjić, Alan Bates et Angus Macfadyen[38].
- 2010–2013 : Spartacus, série télévisée américaine créée par Steven S. DeKnight, avec entre autres Andy Whitfield dans le rôle de Spartacus (dans Spartacus : Le Sang des gladiateurs, puis remplacé par Liam McIntyre à partir de Spartacus : Vengeance), Manu Bennett, John Hannah et Lucy Lawless. Une préquelle (Spartacus : Les Dieux de l'arène) et deux séquelles (Spartacus : Vengeance et Spartacus : La Guerre des damnés) ont été faites.

#### Documentaire
- 2024 : Secrets d'Histoire épisode Spartacus et la révolte des gladiateurs présenté par Stéphane Bern.

### Littérature
- 1873 : Benoît Malon, Spartacus ou la guerre des esclaves, inspiré par le parallèle entre la révolte des esclaves et la Commune de Paris. (rééd. par Jacques André éditeur 2008).
- 1874 : Raffaello Giovagnoli, Spartacus (Spartaco)
- 1929 : Marcel Ollivier, Spartacus : la liberté ou la mort !, Édition de l'Épi, rééd. Les Amis de Spartacus, 2001.
- 1933 : Lewis Grassic Gibbon, Spartacus (en) (traduction française en 2022 par Frédéric Collemare, chez Callidor, Collection Epopée.
- 1939 : Arthur Koestler, Spartacus (The Gladiators) (traduction française en 1945 chez Aimery Somogy. Réédité depuis chez Calman-Levy, en livre de poche, no 1231-1232).
- 1951 : Howard Fast, Spartacus (réédition, Agone, 2016), sur lequel est basé le film de Stanley Kubrick[39].
- 1975 : Jacques Martin, Les Aventures d'Alix - Le Fils de Spartacus.
- 1988 : Joël Schmidt, Spartacus et la Révolte des gladiateurs, Mercure de France.
- 1995 : Colleen McCullough, Les Maîtres de Rome : La Colère de Spartacus.
- 2005 : Les Romains, tome 1 Spartacus, révolte des esclaves, roman de Max Gallo, éd. Fayard
- 2017 : Romain Ternaux, Spartacus, Aux Forges de Vulcain.

### Littérature pour la jeunesse
- Claude Merle, Spartacus, Bayard Jeunesse, « Héros de légende », 2009.

### Théâtre et ballet

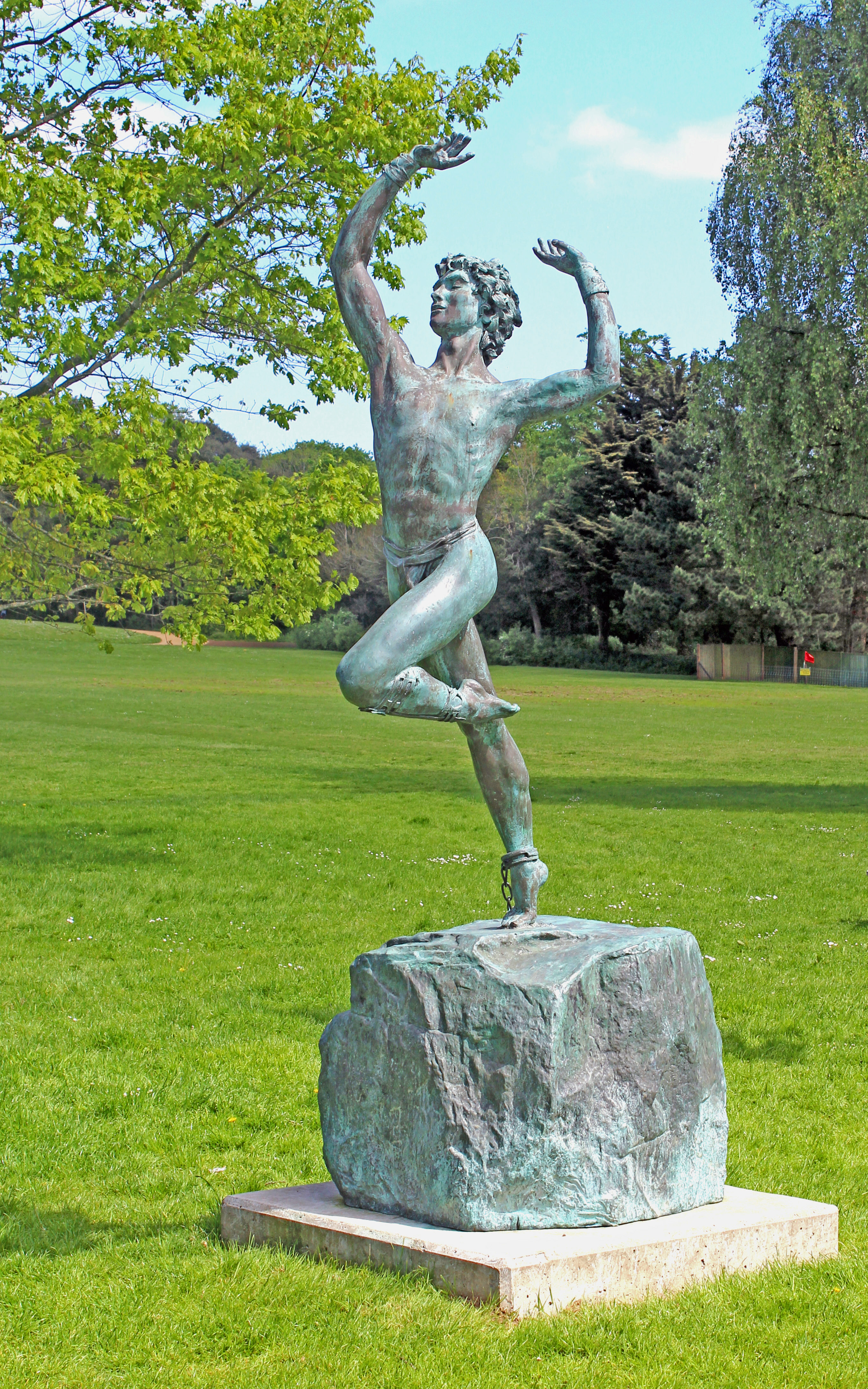
Statue à Chichester, Angleterre d'un danseur représentant Spartacus.

- 1863 : Spartacus, tragédie d'Alphonse Pagès, Ouverture en mi bémol majeur de Camille Saint-Saëns.
- 1952 : Spartacus de Max Aldebert, mise en scène Jean-Marie Serreau, Théâtre de Babylone.
- 1954 : Spartacus, ballet d'Aram Khatchatourian.
- 2002 : Spartacus, pièce créée par la compagnie Jolie Môme.
- 2004 : Spartacus le gladiateur, comédie musicale d'Élie Chouraqui et Maxime Le Forestier.
- 2010 : Spartacus, pièce de théâtre par la compagnie du théâtre de la Licorne.
- 2022 : Spartacus (ou l'incroyable et véritable histoire des esclaves qui se sont levés pour arracher leur liberté), écrit et mis en scène par Hugo Fréjabise (Joussour Théâtre, coprod. Rassemblement Diomède), créé à Montréal et présenté au Festival Off d'Avignon au théâtre Au Bout Là-Bas.

### Discographie
- 1992 : La Version musicale de Spartacus (Jeff Wayne's Musical Version of Spartacus (en)), album réalisé et produit par Jeff Wayne (en).